# Решкуца
Решкуца (рум. Reșcuța) — село у повіті Олт в Румунії. Входить до складу комуни Добрословень.
Село розташоване на відстані 138 км на захід від Бухареста, 28 км на південь від Слатіни, 49 км на схід від Крайови.

## Населення
За даними перепису населення 2002 року у селі проживала 481 особа, усі — румуни. Усі жителі села рідною мовою назвали румунську.